# Adrien Saddier
Adrien Saddier, né le 15 mai 1992 à Annemasse en Haute-Savoie, est un golfeur français. Il est passé professionnel en juillet 2013 après une carrière amateur ponctuée par plusieurs victoires.

## Biographie
Né le 15 mai 1992 à Annemasse, Adrien Saddier fait ses débuts golfiques avec son père à l'âge de 4 ans au golf d'Ésery (Haute-Savoie). Il fait ses armes à l'école de golf du club puis se perfectionne sous la houlette de son coach Sabine Etchevers. Pur produit du golf d'Ésery, il devient le meilleur golfeur amateur français, le sixième meilleur amateur européen et dixième mondial puis devient professionnel en juillet 2013.
En novembre 2013, il obtient son droit de jeu sur le Tour Européen PGA grâce à une 6e place aux PQ3 au PGA Catalunya (Espagne). Son premier tournoi en tant que professionnel sur le Tour est l'Alfred Dunhill Championship à Leopard Creek en Afrique du Sud où il obtient une encourageante 29e place.
Sa première saison 2014 sur le Tour est perturbée par la longue indisponibilité de sa coach et par une blessure récurrente à l'épaule et elle ne s'achève pas aussi bien qu'elle avait commencé. Il rejoint alors Benoît Ducoulombier avec qui il travaille à l'intersaison pour revenir en 2015 avec de grandes ambitions.

## Carrière

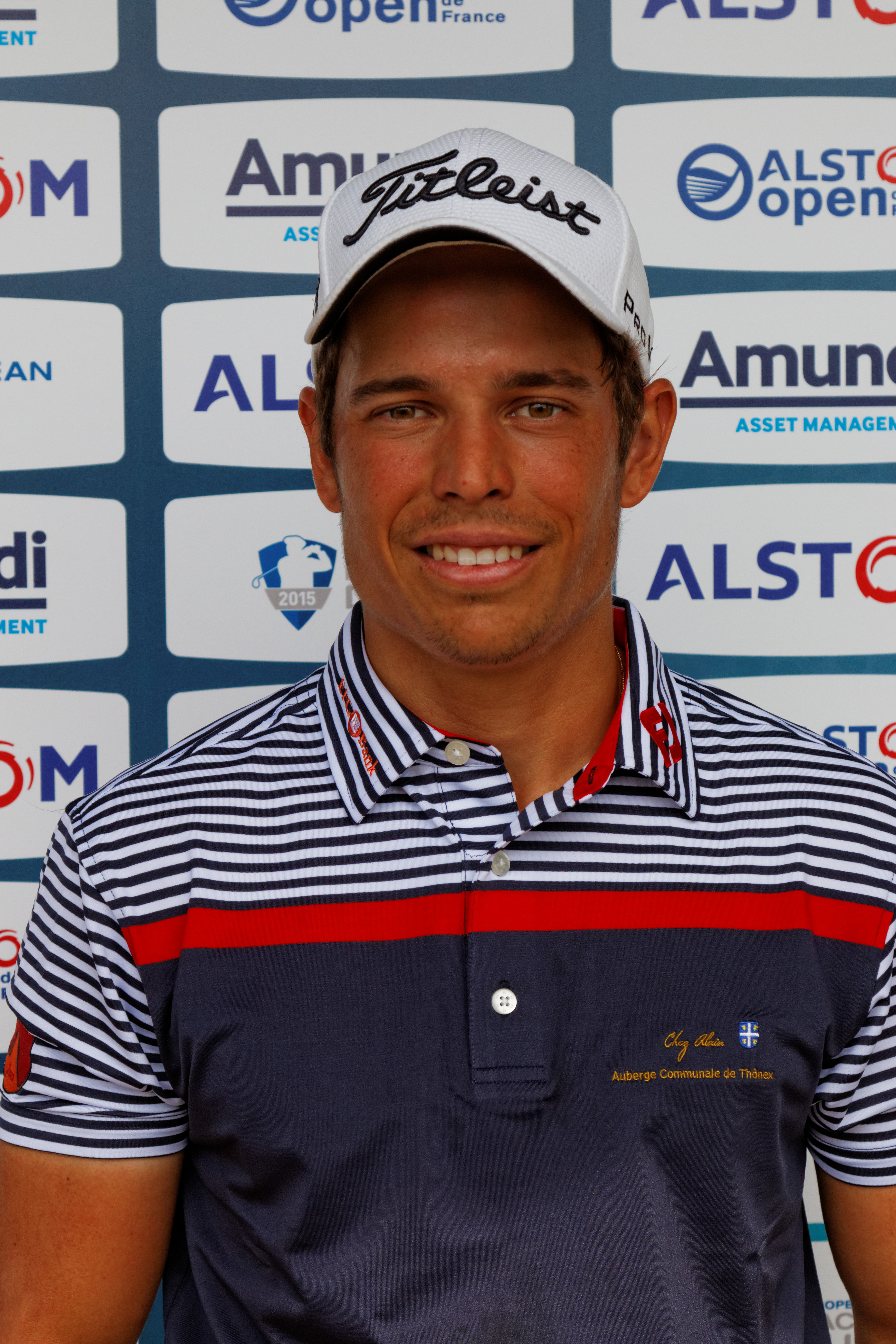
Open de France 2015

### En amateur
Meilleur français en 2013 et 6e européen
- 2012
  - victoire aux Internationaux de Suisse[1] ce qui lui a permis de vivre une première expérience sur le circuit européen en disputant l’Omega European Masters (55e) à Crans-Montana[2].
  - victoire à l'European Men's Club Trophy à Chypre[3]
  - 2e aux Internationaux du Portugal[4]
  - 2e à la Coupe Mouchy[5]
  - 3e à la sélection pour le British Amateur[6]
- 2013
  - victoire au Grand Prix de Savoie assorti d’un record (à – 22).
  - victoire individuelle à la Coupe des Nations en Espagne[7], la France finira 2e[8].
  - victoire à la Coupe Murat (internationaux de France amateurs avec une dernière carte de 66)[9].

### En professionnel

#### 2013: débuts professionnels
- devient professionnel en juillet 2013
- septembre : il obtient son meilleur résultat sur le Challenge Tour avec une 4e place à l'Open Blue Green Côtes d'Armor.
- novembre : il gagne son droit de jeu sur le Tour européen avec une 6e place à la finale des cartes (PQ3)[10]. Ils seront donc douze français sur le Tour pour la saison 2014.

## Dates importantes de sa carrière golfique
- 2013
  - Devient professionnel en juillet.
  - Débute sur les tournois d'Afrique du Sud
    - Alfred Dunhill Championship (Leopard Creek) : 29e
    - The Nelson Mandela Championship (Mount-Edgecombe) : 6e
    - À la suite de ces deux premiers tournois, il pointe à la 46e place de la Race to Dubai
- 2014
  - Son premier tournoi est l'Abu Dhabi HSBC Golf Championship où il rentre in extremis dans le champ des joueurs.
  - Une carte de 64 (8 birdies) dans le troisième tour du Commercial Bank Qatar Masters le met à un coup de la tête, il finira 16e du tournoi.
  - Adrien a connu une fin de saison compliquée en partie due à une douleur récurrente à l'épaule. L'absence de sa coach l'a sans doute perturbé plus que nécessaire.
  - Il perd sa carte sur le Tour mais le travail hivernal effectué avec son nouveau coach Benoît Ducoulombier devrait donner des résultats en 2015.
- 2015
  - Pour sa première apparition de la saison sur le Challenge Tour à Madère, il joue de malchance car le tournoi est annulé alors qu'il pointait en 2e position à un coup du leader.

### Meilleurs résultats de l'année
| Année | Tournoi                              | Place | Score                 | Classement complet |
| ----- | ------------------------------------ | ----- | --------------------- | ------------------ |
| 2013  | Nelson Mandela Championship - Durban | 6e    | -10 (66-67-67=200)    | Leaderboard        |
| 2014  | Commercial Bank Qatar Masters - Doha | 16e   | -10 (70-71-64-73=278) | Leaderboard        |

Photographies
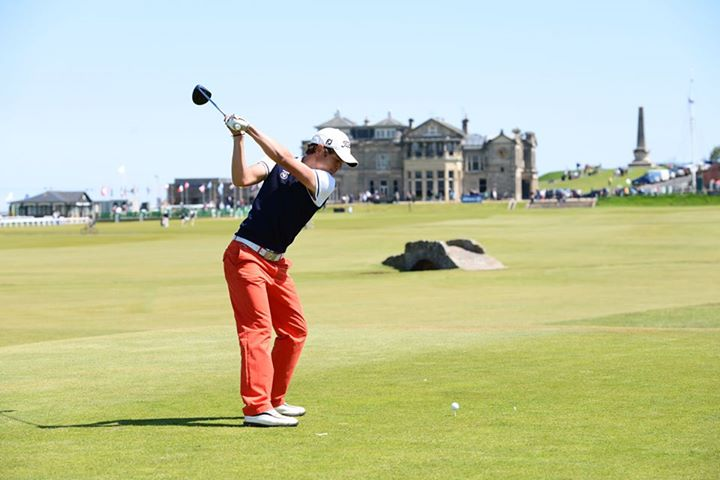
British amateur à St-Andrews
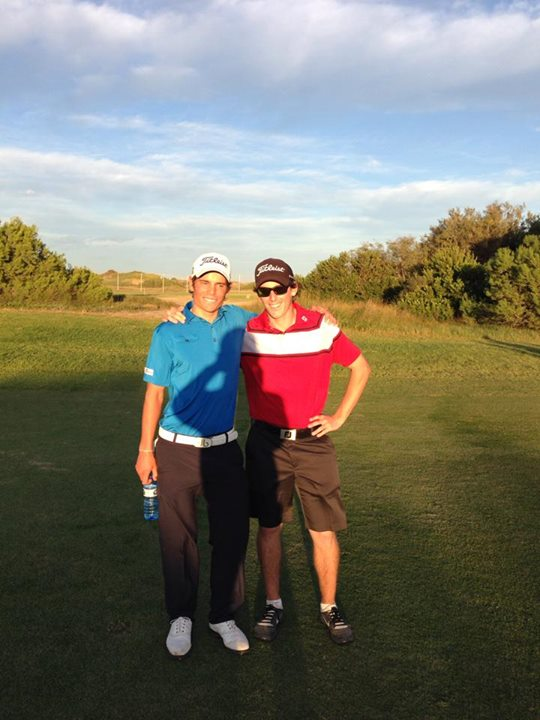
Lors des PQ2 2013
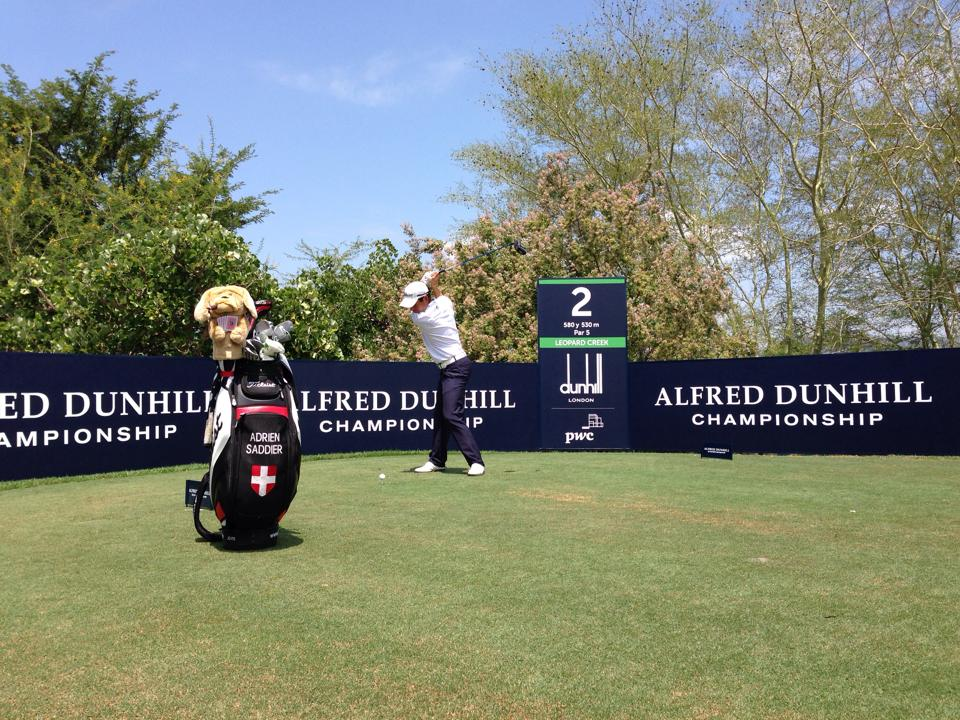
Lors de l'Alfred Dunhill Championship 2013 à Leopard Creek - Afrique du Sud.